# Салаш 137 (Ченеј)
Салаш 137 налази се на путу од Новог Сада према Ченеју, са десне стране пре аеродрома. Представља јединствено место где гости имају могућност да уживају у аутентичном амбијенту салаша, домаћој храни и пићу и локалној војвођанској етно музици (тамбураши). Адреса Салаша 137 је Међународни пут 137, Ченеј, Нови Сад, Војводина.

## О салашу
Салаш 137 припада ченејској салашаркој заједници која чува салашарску традицију Војводине. Сматра се да на Ченеју постоји више од 100 салаша међу којима се Салаш 137 истиче по својој аутентичности, садржајима које нуди гостима, квалитетом услуга и добром храном.
Ресторан Салаша 137 садржи:
- салу капацитета 70 места,
- башту са 80 места и
- летњу башту (газебо) са 150 места

## Угоститељска понуда
На Салашу 137 служи се традиционална војвођанска кухиња (гибаница, царска пита, штрудла са маком и орасима, бундевара, ринфлаш са 5 сосова, ролована телетина, рибић на кајмаку, салашарски соте, пуњене тиквице…).
Од пића посебна понуда су вина највишег квалитета из група пенушавих, белих, розе, црвених и десертних вина.

## Смештај
На Салашу 137 постоји могућност смештаја гостију у собама уређених у Alt Deutsche стилу. Гостима је на располагању 13 соба: 5 соба са француским лежајем и 8 двокреветних соба (од тога 4 собе са могућношћу помоћног лежаја).